# Linia 1 metra w Brukseli
Linia 1 metra w Brukseli – jedna z czterech linii metra w Brukseli.

## Trasa
Na linii znajdują się następujące stacje:
1. Gare de l'Ouest/Weststation
2. Beekkant
3. Zwarte Vijvers/Étangs Noirs
4. Comte de Flandre/Graaf van Vlaanderen
5. Sint-Katelijne/Sainte-Catherine
6. De Brouckère
7. Brussels-Central
8. Park/Parc
9. Arts-Loi/Kunst-Wet
10. Maelbeek/Maalbeek
11. Schuman
12. Merode
13. Montgomery (stacja metra)
14. Joséphine-Charlotte
15. Gribaumont
16. Tomberg
17. Roodebeek
18. Vandervelde
19. Alma
20. Kraainem/Crainhem
21. Stockel/Stokkel